# Bartholomäberg
Bartholomäberg är en ort och kommun i distriktet Bludenz i förbundslandet Vorarlberg i Österrike.